# Calyptranthes monteverdensis
Calyptranthes monteverdensis är en myrtenväxtart som beskrevs av P.E.Sánchez. Calyptranthes monteverdensis ingår i släktet Calyptranthes och familjen myrtenväxter.
Artens utbredningsområde är Costa Rica. Inga underarter finns listade i Catalogue of Life.